# マルセル・ヘラー
マルセル・ヘラー（Marcel Heller、1986年2月12日 - ）は、西ドイツ・ノルトライン＝ヴェストファーレン州フレッヒェン出身のプロサッカー選手。SCパーダーボルン07所属。ポジションは、ミッドフィールダー。

## 経歴
下位リーグのクラブを転々とした後、2007年冬の移籍市場でアイントラハト・フランクフルトに加入。1月のシャルケ04戦で加入後初出場。
しかしその後は怪我もあり出場機会を失い、MSVデュースブルクへのレンタルを経て2011-12年にディナモ・ドレスデンに移籍した。
2012年、3. リーガのアレマニア・アーヘンと2年契約を結んだ。しかしアーヘンが破産したことにより契約を解消した。その後、SVダルムシュタット98に加入。